# Spilopera gracilis
Spilopera gracilis là một loài bướm đêm trong họ Geometridae.